# Lesjozni
Lesjozni (del ruso: Лесхозный) es un pueblo (posiólok) del raión de Shovguénovski en la república de Adigueya de Rusia. Está situado 10 km al noroeste de Jakurinojabl y 53 km al nordeste de Maikop, la capital de la república. Tenía 7 habitantes en 2010.
Pertenece al municipio Jatazhukáiskoye.